# 早安競技場
《早安競技場》（日语：おはコロシアム）是日本東京電視台於2006年4月8日起，每周六早晨時段所作的教育節目。別名早安競技場POP（おはコロポップ）。

## 內包動畫
- 洛克人EXE BEAST（ロックマンエグゼBEAST）
- 流星洛克人（流星のロックマン）
- 流星洛克人TRIBE（流星のロックマン トライブ）
- 企鵝找麻煩（ペンギンの問題）
- 決鬥大師（デュエル・マスターズ）
- 捉猴啦（サルゲッチュ 〜オンエアー〜）
- HYPER YO-YO（ハイパーヨーヨー バーニング）
- 爆TECH!爆丸（爆TECH!爆丸）

## 外部連結
- おはコロアップ（テレビ東京） （页面存档备份，存于）
- おはコロポップ（テレビ東京） （页面存档备份，存于）
- おはコロアップ（小学館集英社プロダクション）